# الزاعقة (بعدان)

تعديل مصدري - تعديل

الزاعقة محلة تابعة لقرية الجحشين، التابعة لعزلة جرانة بمديرية بعدان إحدى مديريات محافظة إب في الجمهورية اليمنية، بلغ تعداد سكانها 103 حسب تعداد اليمن لعام 2004.